# تازه‌آباد (اطاقور)
تازه‌آباد یک روستا در ایران است که در دهستان لات لیل شهرستان لنگرود واقع شده‌است. تازه‌آباد ۱۱۹ نفر جمعیت دارد.